# Benjamin R. Cowen

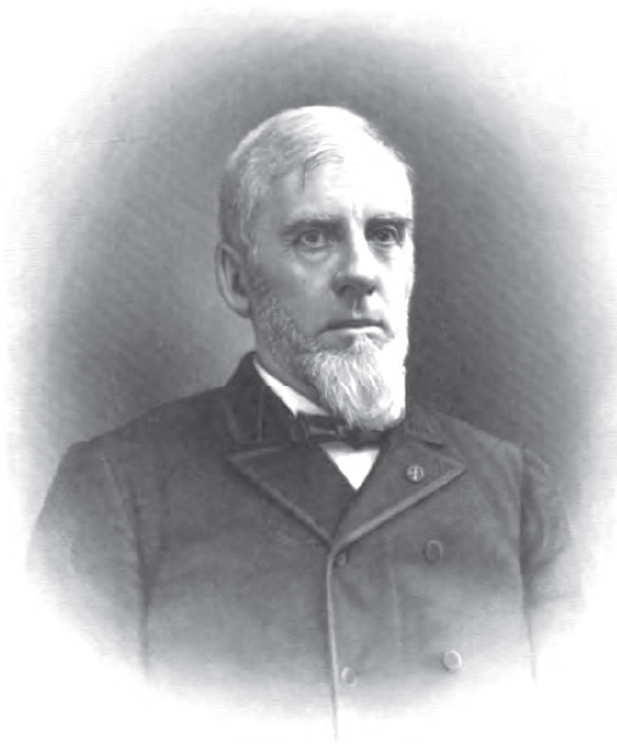
Benjamin R. Cowen

Benjamin Rush Cowen (* 15. August 1831 im Moorefield Township, Ohio; † 29. Januar 1908 in Cincinnati, Ohio) war ein US-amerikanischer Redakteur, Offizier und Politiker (Republikanische Partei). Er war von Januar bis Mai 1862 Secretary of State von Ohio.

## Werdegang
Benjamin Rush Cowen wurde ungefähr sechs Jahre vor dem Ausbruch der Wirtschaftskrise von 1837 im Harrison County geboren. Sein Vater Benjamin S. Cowen wurde später in den US-Kongress gewählt. Er wuchs in St. Clairsville (Belmont County) auf, wo er ein klassisches Institut besuchte. Danach machte er beim Belmont Chronicle eine Lehre zum Drucker. Im Alter von 17 Jahren wurde er Eigentümer der Zeitung und war dort als Redakteur tätig. Cowen schloss ein Medizinstudium ab, praktizierte aber niemals.
Am 19. September 1854 heiratete er Ellen Thoburn aus Belmont County. Das Paar hatte acht Kinder, von denen drei ihn überlebten. Als Ersatzmann (Alternate) nahm er 1856 an der Republican National Convention in Philadelphia (Pennsylvania) teil, wo John C. Frémont als Präsidentschaftskandidat nominiert wurde. Cowen verkaufte 1858 den Chronicle und handelte dann mit Immobilien in Bellaire. Während der 54. General Assembly diente er als Chief Clerk im Repräsentantenhaus von Ohio. Er nahm an der Session von 1860 teil sowie an der verschobenen von 1861. Im Oktober 1861 wählte man ihn zum Secretary of State. Er trat aber nach dem Ausbruch des Bürgerkrieges im Mai 1862 von seinem Posten zurück, um in der Unionsarmee zu treten.

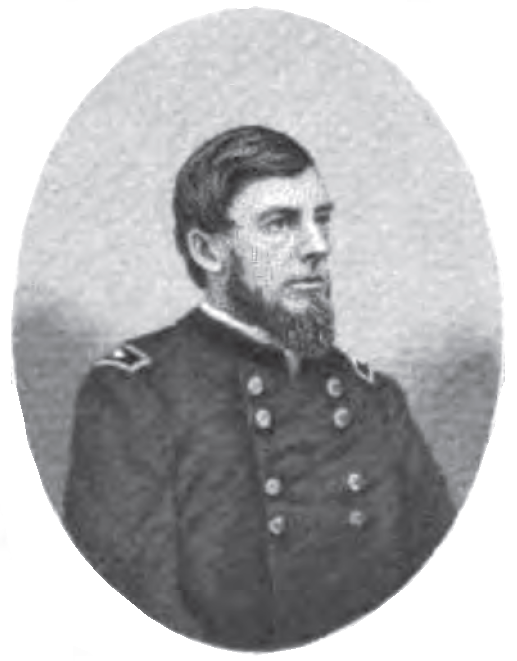
General Benjamin R. Cowen (1865)

Whitelaw Reid schrieb 1895 in Ohio in the War folgendes über Cowens Dienstzeit:

“His first military appointment was that of Engineer-in-Chief, with the rank of Colonel, on Governor Dennison's staff. This post he resigned on the fall of Fort Sumter, and enlisted as a private in Captain Wallace's company in the 15th Ohio Infantry. He did not, however, sever his relationship with the Legislature, which was then in session, until its adjournment, when he joined his regiment in Zanesville. He was commissioned First-Lieutenant May 24th, and assigned to duty as Assistant-Commissary of Subsistence. In the summer of 1861, he received the appointment as Additional Paymaster, dating from June 1. He served at Washington and West Virginia in this capacity. He also served at the time as Pay Agent for Ohio, in forwarding soldier's pay to their friends at home. In December, 1863, he was ordered to New Orleans, as chief paymaster of the Department of the Gulf; but before leaving for that post he was tendered the position of Adjutant-General of Ohio, by Governor Brough. He accepted this, and having obtained leave of absence, with suspension of pay and allowances, he entered upon his new duties in January, 1864. ... It was "for meritorious services while acting as Adjutant-General of the State of Ohio in organizing, equipping and forwarding to the field, the troops known as the Ohio National Guards," that he received the successive appointments of Brevet Lieutenant Colonel, Brevet Colonel, and Brevet Brigadier-General, to date from March 13, 1865. General Cox retained General Cowen in the same position.”

Obwohl die Ernennung von Cowen zum Brevet-Brigadegeneral auf den 13. März 1865 im Sammelband datiert, hat Präsident Andrew Johnson ihn erst am 13. Januar 1866 für den Dienstgrad des Brevet-Brigadegeneral der Volunteers nominiert und der US-Senat die Nominierung am 12. März 1866 bestätigt.
Cowen trat 1867 bei der Republican State Convention als Kandidat für das Amt des Gouverneurs von Ohio an, zog aber den kürzeren gegenüber dem Generalmajor Rutherford B. Hayes. Daraufhin wurde ihm eine Nominierung als Vizegouverneur angeboten, welche er aber ablehnte. Er nahm 1868 als Delegierter an der Republican National Convention in Chicago (Illinois) teil. 1869 wurde er zum Supervisor of Revenue für Kalifornien, Nevada, Utah und Arizona ernannt. Daraufhin übersiedelte er im folgenden Jahr in den Süden von Ohio. Cowen war von 1871 bis 1876 Assistant Secretary of the Interior unter Präsident Ulysses S. Grant. Grant betraute Cowen mit einer Reihe von Sondermissionen. In diesem Zusammenhang half Cowen auch bei der Gründung des Yellowstone-Nationalparks.
Von 1877 bis 1882 ging Cowen Geschäften in Bellaire und Cincinnati nach. Dann war er von 1882 bis 1884 Redakteur beim Ohio State Journal in Columbus. Von 1884 bis zu seinem Tod ging er einem Beschäftigungsverhältnis als Clerk am United States Circuit and District Courts for the Southern District of Ohio nach. Während dieser Zeit lebte er in Cincinnati.
Cowen war ein Mitglied im Literary Club of Cincinnati und ein häufiger Redner betreffend Geschichte und Patriotismus. Er verstarb am 29. Januar 1908 in Cincinnati und wurde dann auf dem Greenwood Cemetery in Bellaire beigesetzt.

## Werke
- 1904: The Conquest of the Indian